# Quốc hội Liên bang Đức
Quốc hội Liên bang (tiếng Đức: Bundestag, phát âm tiếng Đức: [ˈbʊndəstaːk]) là hạ viện của Nghị viện Đức, còn gọi là Viện dân biểu. Là cơ quan lập hiến và lập pháp tại Đức.
Quốc hội Liên bang được lập theo Hiến pháp Đức năm 1949, là cơ quan kế nhiệm của Reichstag (hạ viện Cộng hòa Weimar). Quốc hội Liên bang có nhiệm kỳ 4 năm hoặc kết thúc sớm nếu Thủ tướng, bị thua trong cuộc bỏ phiếu bất tín nhiệm, yêu cầu Tổng thống giải tán Bundestag, và tổ chức một cuộc bầu cử mới.
Bundestag cùng với Bundesrat là các cơ quan lập pháp của Nghị viện Đức. Tòa nhà Reichstag hiện nay là trụ sở của Bundestag.

## Lịch sử
Sau khi Đế quốc Đức được thành lập vào năm 1871, Quốc hội được thành lập tại Berlin. Các đại biểu tại đây được bầu phổ thông đầu phiếu và bình đẳng. Lúc đầu, Reichstag không bầu Thủ tướng cho tới khi  cuộc cải cách Quốc hội được thực hiện vào năm 1918. Sau cách mạng tháng 10/1918 và sự thành lập Cộng hòa Weimar, Hiến pháp quốc gia được ban hành, theo đó phụ nữ có quyền bầu cử và ứng cử, Reichstag có quyền bỏ phiếu bất tín nhiệm đối với Thủ tướng và bất cứ thành viên nào trong Nội các, như vậy buộc họ phải từ chức. Sau vụ hỏa hoạn tại tòa nhà Quốc hội, Tổng thống Paul von Hindenburg đã trao cho Hitler quyền lực tối cao, và thông qua nghị định về việc "Bảo vệ Nhân dân và Nhà nước" và Đạo luật Cho quyền vào năm 1933. Về sau, Quốc hội hiếm khi tổ chức phiên họp, thường thì họp khi "nhất trí" thông qua các nghị định của chính phủ và các lệnh của chính phủ. Phiên họp cuối cùng được tổ chức ngày 26/4/1942.
Sau khi Cộng hòa Liên bang Đức (Tây Đức) được thành lập 1949, và bộ Luật cơ bản của Cộng hòa Liên bang Đức được công bố, Bundestag được coi là Quốc hội chính thức của Liên bang Đức. Quốc hội họp tại Bonn (thủ đô Tây Đức). Mọi công dân của Tây Đức có quyền bầu Hạ viện, trừ người tại Tây Berlin. Tây Berlin sẽ cử ra 20 đại diện không biểu quyết, bầu gián tiếp lập pháp thành phố, vì Tây Berlin không chính thức thuộc thẩm quyền của Hiến pháp. Trong thời kỳ Chiến tranh lạnh, Hạ viện có nhiều lần tổ chức tại Berlin, bị Liên Xô kịch liệt phản đối và sử dụng máy bay đe dọa.
Hạ viện tổ chức tại Bonn đến năm 1999, sau khi nước Đức tái thống nhất và chuyển thủ đô về Berlin.

## Nhiệm vụ
Bundestag cùng với Bundesrat là các cơ quan lập pháp của Nghị viện Đức.
Mặc dù đa số dự thảo luật được cơ quan hành pháp nghiên cứu khởi xướng, tuy nhiên Bundestag xem nhiệm vụ lập pháp là trách nhiệm quan trọng nhất của họ, tập trung nhiều năng lực để đánh giá và sửa đổi các dự luật trước khi thông qua biểu quyết. Các Ủy ban chuyên trách có nhiệm vụ thảo luận trước khi trình Quốc hội.
Thành viên Bundestag là thành viên cấp Liên bang được bầu trực tiếp từ công dân Đức; Bundestag bầu Thủ tướng, giám sát các cơ quan hành pháp. Phần trực tiếp giám sát kiểm tra của Hạ viện với Chính phủ do phe đối lập trong Hạ viện tiến hành công bố công khai.

### Quyền bãi nhiệm Thủ tướng
Bundestag có quyền bãi nhiệm Thủ tướng bằng cách bỏ phiếu bất tín nhiệm.
Lần đầu tiên trong lịch sử của Đức vấn đề Hạ nghị viện có quyền bỏ phiếu tín nhiệm Thủ tướng được đặt ra tại Điều 54 Hiến pháp dân chủ của Cộng hòa Weimar năm 1919. Tuy nhiên, theo quy định này Hạ viện có quyền bất tín nhiệm Thủ tướng, nhưng không quy định nghĩa vụ của Hạ viện phải đồng thời tìm ra được một người kế nhiệm thay thế Thủ tướng xứng đáng hơn. Bổ túc Hiến pháp cộng hòa Weimar, Luật cơ bản của Cộng hòa Liên bang Đức sau này tại Điều 67 Khoản 1 Câu 1 đã quy định Hạ viện chỉ có thể tuyên bố chính thức bất tín nhiệm Thủ tướng khi Hạ nghị viện đã bầu ra được một Thủ tướng kế nhiệm mới với tỷ lệ đa số tuyệt đối. Quy định này được gọi là bỏ phiếu tín nhiệm có tính chất xây dựng và cải tổ (konstruktives Missvertrauensvotum). Về thủ tục, theo Điều 67 Khoản 1 Câu 2 Luật tổ chức Hạ nghị viện thì đề nghị bỏ phiếu tín nhiệm phải do một phần tư (1/4) Nghị sĩ của Nghị viện ký tên đề nghị và trong đề nghị đó phải đề cử được Thủ tướng kế nhiệm để Hạ viện bầu.
Cho đến nay ở nước Đức có hai lần Hạ nghị viện tiến hành bỏ phiếu tín nhiệm Thủ tướng. Đó là vào năm 1974 và 1982, tuy nhiên chỉ có một lần thành công vào năm 1982. Năm đó Thủ tướng đương nhiệm Helmut Schmidt (thuộc Đảng SPD) bị Hạ viện bỏ phiếu bất tín nhiệm và người kế nhiệm là Helmut Kohl (thuộc Đảng CDU) được bầu làm Thủ tướng.

## Bầu cử
Hạ viện có nhiệm kỳ 4 năm, có thể kết thúc nhiệm kỳ sớm khi Tổng thống yêu cầu. Thủ tướng có thể yêu cầu Tổng thống giải tán Hạ viện sớm hơn quy định. Theo điều 67 và 68 về bỏ phiếu tín nhiệm và bất tín nhiệm, Hạ viện có thể không bị giải tán nếu bầu được Thủ tướng mới bằng đa số biểu quyết trong Hạ viện.
Điều 67 Bỏ phiếu bất tín nhiệm
1. Hạ viện chỉ có thể bày tỏ sự thiếu tín nhiệm đối với Thủ tướng Liên bang bằng cách bầu ra một người kế nhiệm qua việc biểu quyết của đa số thành viên Hạ viện và yêu cầu Tổng thống Liên bang phế truất Thủ tướng Liên bang.Tổng thống Liên bang phải tuân thủ yêu cầu đó và chỉ định người được bầu.
2. Có một thời hạn 48 giờ giữa lúc đề nghị và biểu quyết.

Điều 68 Bỏ phiếu tín nhiệm
1. Nếu một đề nghị của Thủ tướng Liên bang cho một cuộc bỏ phiếu tín nhiệm không được hỗ trợ bởi đa số thành viên của Hạ viện, Tổng thống Liên bang có thể giải tán Hạ viện trong vòng 21 ngày theo đề nghị của Thủ tướng Liên bang. Quyền giải tán sẽ mất hiệu lực ngay khi Hạ viện bầu ra một Thủ tướng Liên bang khác bằng biểu quyết của đa số thành viên Hạ viện.
2. Có một thời hạn 48 giờ giữa lúc đề nghị và biểu quyết.

Trong lịch sử có 2 lần Quốc hội định bãi nhiệm Thủ tướng nhưng chỉ có 1 lần thành công năm 1982 khi Thủ tướng Helmut Schmidt (SPD) và được thay bằng Helmut Kohl (CDU).
Thủ tướng có thể đề nghị một cuộc bỏ phiếu tín nhiệm trong Quốc hội. Nếu Thủ tướng liên bang thua trong cuộc bỏ phiếu tín nhiệm này, thì Thủ tướng liên bang sẽ mất đi một phần đa số ủng hộ trong chính phủ. Khi đó quyết định giải tán Quốc hội liên bang và bầu quốc hội mới sẽ nằm trong tay Tổng thống Liên bang. Tổng thống Liên bang có thể yêu cầu các đảng có đại diện trong Quốc hội liên bang tìm cách lập chính phủ mới.
Trong lịch sử Cộng hòa liên bang Đức chưa từng có một thất bại thật sự trong một cuộc bỏ phiếu tín nhiệm. Tuy nhiên đã 3 lần xảy ra thất bại đã được thỏa thuận trước: các nghị sĩ của các đảng trong chính phủ hoặc các bộ trưởng không bỏ phiếu để lật đổ chính phủ (1972, 1982, 2005). Cách thức này được tiến hành để có thể bầu được Quốc hội liên bang trước thời hạn, một việc mà theo quy định của Luật cơ bản không thể thực hiện được. Chỉ có thể thực hiện được cách thức này với sự chấp thuận của Tổng thống liên bang và không phải không có những ý kiến pháp lý tranh cãi xung quanh cách thức này.

### Phân phối ghế trong Hạ viện

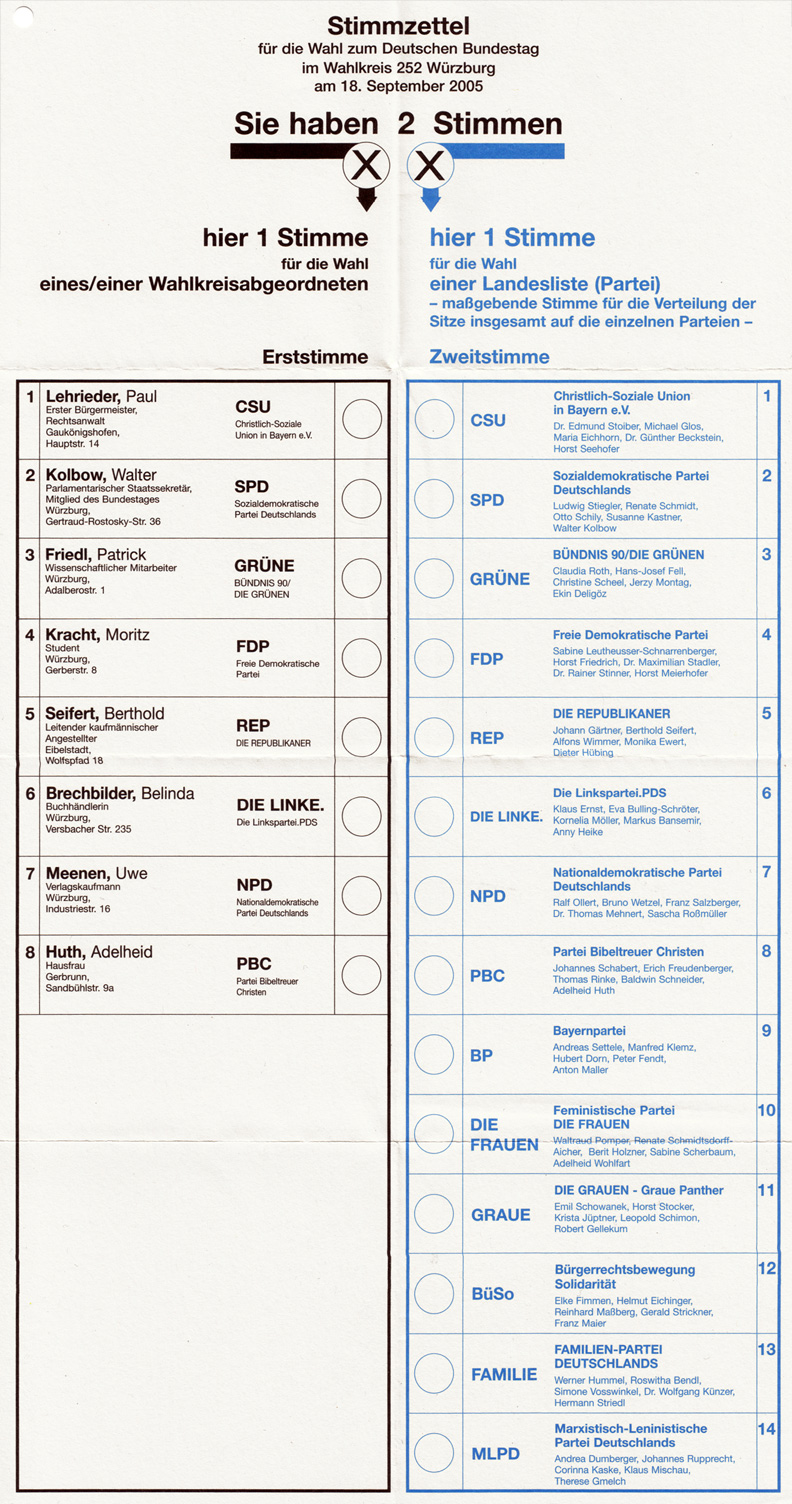
Phiếu bầu Bundestag:Lá phiều thứ nhất bên trái, là phiếu thứ 2 bên phải

Một nửa thành viên của Hạ viện 299 đại biểu được bầu trực tiếp tại 299 khu vực bầu cử 16 Bang (lá phiếu thứ nhất), nửa còn lại được bầu theo danh sách ứng viên các Đảng tại các bang (lá phiếu thứ hai).
Các Đảng phải có trên 5% số phiếu bầu mới được tham gia vào Hạ viện, hoặc có ít nhất 3 người được bầu trực tiếp, tránh tình trạng quốc hội bị phân chia thành nhiều nhóm nhỏ. Trong trường hợp sau các đảng nhỏ mà chỉ tập trung vào một khu vực được biệt đãi.

### Danh sách Hạ viện các khóa
| Phân phối ghế trong Bundestag (đầu phiên họp) | Phân phối ghế trong Bundestag (đầu phiên họp) | Phân phối ghế trong Bundestag (đầu phiên họp) | Phân phối ghế trong Bundestag (đầu phiên họp) | Phân phối ghế trong Bundestag (đầu phiên họp) | Phân phối ghế trong Bundestag (đầu phiên họp) | Phân phối ghế trong Bundestag (đầu phiên họp) | Phân phối ghế trong Bundestag (đầu phiên họp) | Phân phối ghế trong Bundestag (đầu phiên họp) | Phân phối ghế trong Bundestag (đầu phiên họp) |
| Bundestag                                     | Khóa                                          | Ghế                                           | CDU/CSU                                       | SPD                                           | FDP                                           | Liên minh 90/ Đảng Xanh1                      | Cánh tả2                                      | AfD                                           | Khác Sonstige                                 |
| --------------------------------------------- | --------------------------------------------- | --------------------------------------------- | --------------------------------------------- | --------------------------------------------- | --------------------------------------------- | --------------------------------------------- | --------------------------------------------- | --------------------------------------------- | --------------------------------------------- |
| Bundestag lần thứ 1                           | 1949–1953                                     | 402                                           | 139                                           | 131                                           | 52                                            | –                                             | –                                             | 17                                            | 633                                           |
| Bundestag lần thứ 2                           | 1953–1957                                     | 487                                           | 243                                           | 151                                           | 48                                            | –                                             | –                                             | 15                                            | 304                                           |
| Bundestag lần thứ 3                           | 1957–1961                                     | 497                                           | 270                                           | 169                                           | 41                                            | –                                             | –                                             | 17                                            | –                                             |
| Bundestag lần thứ 4                           | 1961–1965                                     | 499                                           | 242                                           | 190                                           | 67                                            | –                                             | –                                             | –                                             | –                                             |
| Bundestag lần thứ 5                           | 1965–1969                                     | 496                                           | 245                                           | 202                                           | 49                                            | –                                             | –                                             | –                                             | –                                             |
| Bundestag lần thứ 6                           | 1969–1972                                     | 496                                           | 242                                           | 224                                           | 30                                            | –                                             | –                                             | –                                             | –                                             |
| Bundestag lần thứ 7                           | 1972–1976                                     | 496                                           | 225                                           | 230                                           | 41                                            | –                                             | –                                             | –                                             | –                                             |
| Bundestag lần thứ 8                           | 1976–1980                                     | 496                                           | 243                                           | 214                                           | 39                                            | –                                             | –                                             | –                                             | –                                             |
| Bundestag lần thứ 9                           | 1980–1983                                     | 497                                           | 226                                           | 218                                           | 53                                            | –                                             | –                                             | –                                             | –                                             |
| Bundestag lần thứ 10                          | 1983–1987                                     | 498                                           | 244                                           | 193                                           | 34                                            | 27                                            | –                                             | –                                             | –                                             |
| Bundestag lần thứ 11                          | 1987–1990                                     | 497                                           | 223                                           | 186                                           | 46                                            | 42                                            | –                                             | –                                             | –                                             |
| Bundestag lần thứ 12                          | 1990–1994                                     | 662                                           | 319                                           | 239                                           | 79                                            | 8                                             | 17                                            | –                                             | –                                             |
| Bundestag lần thứ 13                          | 1994–1998                                     | 672                                           | 294                                           | 252                                           | 47                                            | 49                                            | 30                                            | –                                             | –                                             |
| Bundestag lần thứ 14                          | 1998–2002                                     | 669                                           | 245                                           | 298                                           | 43                                            | 47                                            | 36                                            | –                                             | –                                             |
| Bundestag lần thứ 15                          | 2002–2005                                     | 603                                           | 248                                           | 251                                           | 47                                            | 55                                            | 2                                             | –                                             | –                                             |
| Bundestag lần thứ 16                          | 2005–2009                                     | 614                                           | 226                                           | 222                                           | 61                                            | 51                                            | 54                                            | –                                             | –                                             |
| Bundestag lần thứ 17                          | 2009–2013                                     | 622                                           | 239                                           | 146                                           | 93                                            | 68                                            | 76                                            | –                                             | –                                             |
| Bundestag lần thứ 18                          | 2013–2017                                     | 630                                           | 311                                           | 192                                           | –                                             | 63                                            | 64                                            | –                                             | –                                             |
| Bundestag lần thứ 19                          | 2017–2021                                     | 709                                           | 246                                           | 153                                           | 80                                            | 67                                            | 69                                            | 92                                            | 2                                             |
| Bundestag lần thứ 20                          | 2021–                                         | 736                                           | 197                                           | 206                                           | 92                                            | 39                                            | 118                                           | 83                                            | 1                                             |

1 1983-1994 Đảng Xanh và 1990-1994 Liên minh 90, từ 1994 Liên minh 90/Đảng Xanh

2 1990-2005 PDS, 2005-2007 Cánh tả.PDS, từ 2007 Cánh tả

3 BP 17, KPD 15, WAV 12, Đảng Trung tâm 10, DKP-DRP 5, SSW 1, Độc lập 3

Phân phối ghế trong Bundestag (Đầu phiên).Đồ thị biểu thị tỉ lệ % trong Hạ viện. Đen: CDU/CSU, Đỏ: SPD, Vàng: FDP, Lục: Xanh, Hồng: PDS/Cánh tả, Nâu: Đảng Đức, Ghi: khác.

4 GB-BHE 27, Đảng Trung tâm 3

## Chủ tịch Hạ viện
Hạ viện sẽ bầu Chủ tịch, Phó Chủ tịch và thư ký.
Chủ tịch Hạ viện thực thi toàn quyền quản lý và bảo vệ trong tòa nhà Hạ viện. Không được khám xét hoặc thu giữ tại các cơ sở của Hạ viện khi chưa có sự cho phép của Chủ tịch.
|    | Tên                               | Đảng | Bắt đầu    | Kết thúc    | Thời gian       |
| -- | --------------------------------- | ---- | ---------- | ----------- | --------------- |
| 1  | Erich Köhler* (1892–1958)         | CDU  | 7/9/1949   | 18/10/1950  | 1 năm, 41 ngày  |
| 2  | Hermann Ehlers** (1904–1954)      | CDU  | 19/10/1950 | 29/10/1954  | 4 năm, 10 ngày  |
| 3  | Eugen Gerstenmaier*** (1906–1986) | CDU  | 16/11/1954 | 31/1/1969   | 14 năm, 76 ngày |
| 4  | Kai-Uwe von Hassel (1913–1997)    | CDU  | 5/2/1969   | 13/12/1972  | 3 năm, 312 ngày |
| 5  | Annemarie Renger° (1919–2008)     | SPD  | 13/12/1972 | 14/12/1976  | 4 năm, 1 ngày   |
| 6  | Karl Carstens§ (1914–1992)        | CDU  | 14/12/1976 | 31/5/1979   | 2 năm, 168 ngày |
| 7  | Richard Stücklen (1916–2002)      | CSU  | 31/5/1979  | 29/3/1983   | 3 năm, 363 ngày |
| 8  | Rainer Barzel*** (1924–2006)      | CDU  | 29/3/1983  | 25/10/1984  | 1 năm, 210 ngày |
| 9  | Philipp Jenninger*** (1932–2018)  | CDU  | 5/11/1984  | 11/11/1988  | 4 năm, 6 ngày   |
| 10 | Rita Süssmuth (1937)              | CDU  | 25/11/1988 | 26/10/1998  | 9 năm, 335 ngày |
| 11 | Wolfgang Thierse (1943)           | SPD  | 26/10/1998 | 18/10/2005  | 6 năm, 357 ngày |
| 12 | Norbert Lammert (1948)            | CDU  | 18/10/2005 | 24/10/2017  | 12 năm, 6 ngày  |
| 13 | Wolfgang Schäuble (1942)          | CDU  | 24/10/2017 | 26/10/2021  | 4 năm, 2 ngày   |
| 14 | Bärbel Bas (1968)                 | SPD  | 26/10/2021 | đương nhiệm | 3 năm, 197 ngày |

*từ chức vì lý do sức khỏe

**mất khi đương nhiệm

***tứ chức vì lý do chính trị

°Phụ nữ đầu tiên giữ chức

§ từ chức vì trở thành Tổng thống Đức

## Tổ chức

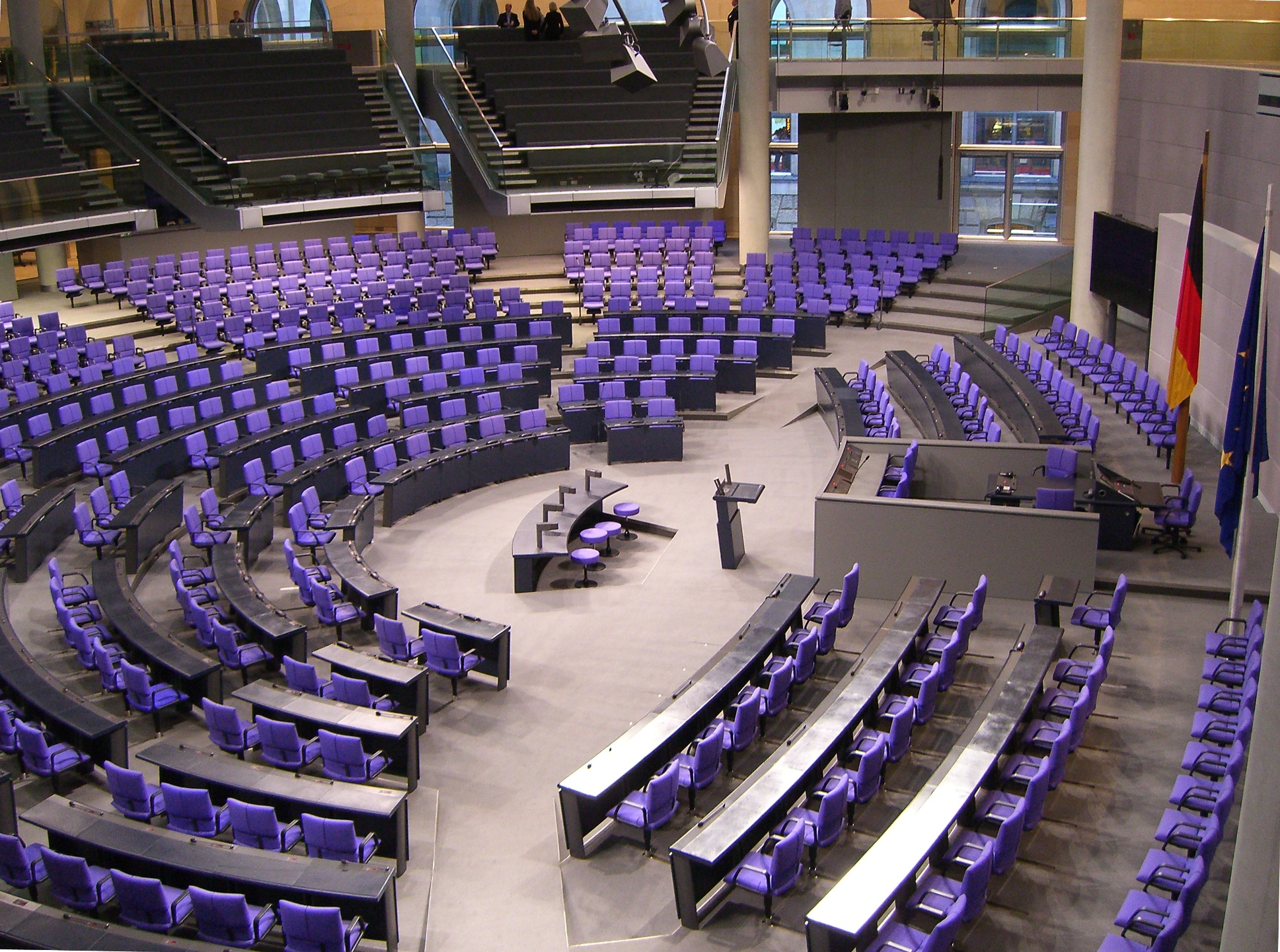
Phòng họp chính

### Fraktionen
Fraktionen còn được gọi là nhóm lập pháp, được hình thành từ các liên minh các Đảng chính trị trong nghị viện thành. Đại diện của Fraktionen được phân bổ trong các Ủy ban của Quốc hội Liên bang. Fraktionen không phải cơ quan tổ chức của Quốc hội, mục đích thành lập chỉ mang tích chất phe nhóm.
Lãnh đạo của các Fraktionen trong Hạ viện là lãnh đạo Đảng nghị viện, một số Phó lãnh đạo Đảng trong nghị viện, và Ủy ban điều hành.
Fraktionen hiện tại gồm các liên minh:
- Fraktion CDU/CSU từ tháng 9/1949 
  - từ 10/1990-12/1990 Fraktion CDU/CSU/DSU
- Fraktion SPD từ tháng 9/1949
- Fraktion Liên minh 90/Đảng Xanh từ 1994
  - Fraktion Đảng Xanh 3/1983-10/1990
  - Fraktion Đảng Xanh/Liên minh 90 10/1990-12/1990
  - Nhóm Liên minh 90/Đảng Xanh 12/1990-10/1994
- Fraktion Cánh tả từ 2005
  - Nhóm PDS 10/1990-9/1998
  - Fraktion PDS 9/1998-9/2002

### Cơ quan điều hành
Cơ quan điều hành của Hạ viện là Hội đồng Trưởng lão và Đoàn Chủ tịch. Cơ quan bao gồm thành viên của Hạ viện và các đại diện cao nhất của Fraktionen. 

#### Hội đồng Trưởng lão
Hội đồng trưởng lão bao gồm Chủ tịch Hạ viện, Phó Chủ tịch và 23 thành viên được Hạ viện bầu, trong đó có các thư ký của các nhóm lập pháp. Hội đồng Trưởng lão có nhiệm vụ quản lý công việc nội bộ của Hạ viện. Là cơ quan quyết định nghị trình phiên họp.
Hội đồng Trưởng lão có chức năng
- Giúp Chủ tịch trong việc tiến hành công việc và đảm bảo các nhóm lập pháp đạt được thỏa thuận.
- Quyết định về các vấn đề nội bộ của Bundestag, giải quyết các hoạt động như vậy không cần thẩm quyền của Chủ tịch.

Vào đầu kỳ họp Hội đồng Trưởng lão đạt thỏa thuận với các nhóm lập pháp để xem xét thành viên của các Ủy ban Quốc hội Liên bang và được Hạ viện thông qua.

#### Đoàn Chủ tịch
Đoàn Chủ tịch là cơ quan thường trực của Quốc hội Liên bang. Bao gồm các hoạt động ghi chép và tìm kiếm. Đoàn Chủ tịch bao gồm Chủ tịch và Phó Chủ tịch.
Đoàn Chủ tịch hiện nay gồm có
| Chủ tịch                                                                    | Nhiệm kỳ                                                            | Đảng                                        |
| --------------------------------------------------------------------------- | ------------------------------------------------------------------- | ------------------------------------------- |
| Bärbel Bas                                                                  | 2021−Đương nhiệm                                                    | CDU                                         |
| Phó Chủ tịch                                                                | Nhiệm kỳ                                                            | Đảng                                        |
| Aydan Özoğuz Yvonne Magwas Petra Pau Katrin Göring-Eckardt Wolfgang Kubicki | 2021−Đương nhiệm 2006−Đương nhiệm 2021−Đương nhiệm 2017−Đương nhiệm | SPD CDU Die Linke Bündnis 90/Die Grünen FDP |

Đoàn Chủ tịch còn giám sát Cảnh sát Quốc hội Đức, là lực lượng vũ trang chịu trách nhiệm bảo vệ Quốc hội Liên bang. 

### Ủy ban
Hầu hết các công việc trong Hạ viện đều được các Ủy ban thường trực đảm trách. Số lượng Ủy ban gần tương đương các Bộ Liên bang và các chức năng cũng gần tương tự. Số lượng Ủy ban được Hạ viện quyết định thay đổi theo khóa. Ủy ban thường trực hiện nay gồm 23 Ủy ban có nhiệm kỳ 2013-2017.
23 Ủy ban của khóa 18 Quốc hội Liên bang
| Ủy ban                                                                          | Chủ tịch            | Thành viên | CDU/CSU | SPD | Die Linke | Liên minh 90/ Đảng Xanh |
| Ủy ban Lao động và Xã hội                                                       | Kerstin Griese      | 41         | 20      | 13  | 4         | 4                       |
| Ủy ban Đối ngoại                                                                | Norbert Röttgen     | 37         | 18      | 11  | 4         | 4                       |
| Ủy ban Giáo dục, Nghiên cứu và Đánh giá Công nghệ                               | Patricia Lips       | 34         | 17      | 11  | 3         | 3                       |
| Ủy ban Nghị sự công nghệ cao                                                    | Jens Koeppen        | 16         | 7       | 5   | 2         | 2                       |
| Ủy ban Thực phẩm và Nông nghiệp                                                 | Gitta Connemann     | 34         | 17      | 11  | 3         | 3                       |
| Ủy ban về Liên minh châu Âu ngoài ra còn có 16 thành viên của Liên minh châu Âu | Gunther Krichbaum   | 34         | 17      | 11  | 3         | 3                       |
| [Ủy ban về gia đình, người cao tuổi, phụ nữ và thanh niên                       | Paul Lehrieder      | 36         | 17      | 11  | 4         | 4                       |
| Ủy ban Tài chính                                                                | Ingrid Arndt-Brauer | 37         | 18      | 11  | 4         | 4                       |
| Ủy ban về Y tế                                                                  | Edgar Franke        | 37         | 18      | 11  | 4         | 4                       |
| Ủy ban Ngân sách                                                                | Gesine Lötzsch      | 41         | 20      | 12  | 4         | 4                       |
| Ủy ban Nội vụ                                                                   | Wolfgang Bosbach    | 37         | 18      | 11  | 4         | 4                       |
| Ủy ban Văn hóa và truyền thông                                                  | Siegmund Ehrmann    | 18         | 8       | 4   | 2         | 2                       |
| Ủy ban về Nhân quyền và viện trợ nhân đạo                                       | Michael Brand       | 16         | 7       | 5   | 2         | 2                       |
| Ủy ban Dân nguyện                                                               | Kersten Steinke     | 26         | 12      | 8   | 3         | 3                       |
| Ủy ban về các vấn đề pháp lý và Bảo vệ người tiêu dùng                          | Renate Künast       | 39         | 18      | 12  | 4         | 4                       |
| Ủy ban Thể dục Thể thao                                                         | Dagmar Freitag      | 18         | 9       | 5   | 2         | 2                       |
| Ủy ban về Du lịch                                                               | Heike Brehmer       | 18         | 9       | 5   | 2         | 2                       |
| Ủy ban về Môi trường, Bảo tồn, Xây dựng và An toàn hạt nhân                     | Bärbel Höhn         | 36         | 17      | 11  | 4         | 4                       |
| Ủy ban Giao thông vận tải và cơ sở hạ tầng                                      | Martin Burkert      | 41         | 20      | 13  | 4         | 4                       |
| Ủy ban Quốc phòng                                                               | Hans-Peter Bartels  | 32         | 16      | 10  | 3         | 3                       |
| Ủy ban Bầu cử, Miễn trách nhiệm và Quy tắc thủ tục                              | Johann Wadephul     | 14         | 7       | 5   | 1         | 1                       |
| Ủy ban Kinh tế và Năng lượng                                                    | Peter Ramsauer      | 46         | 22      | 14  | 5         | 5                       |
| Ủy ban Hợp tác và Phát triển Kinh tế                                            | Dagmar Wöhrl        | 21         | 10      | 7   | 2         | 2                       |